# Carolina (Maranhão)
Carolina is een gemeente in de Braziliaanse deelstaat Maranhão. De gemeente telt 25.257 inwoners (schatting 2009).
De plaats is zetel van het rooms-katholieke bisdom Carolina.